# Brenthis beeri
Brenthis beeri är en fjärilsart som beskrevs av Turati 1932. Brenthis beeri ingår i släktet Brenthis och familjen praktfjärilar. Inga underarter finns listade i Catalogue of Life.